# Bauliste der Husumer Schiffswerft
Die Bauliste der Husumer Schiffswerft bildet eine Auswahl über Schiffsneubauten der Husumer Schiffswerft.
| Bau- jahr | Bauname                 | Bau- nummer | Schiffstyp                     | Ver- messung | Trag- fähigkeit | Auftraggeber                                                            | Umbenennungen und Verbleib |
| --------- | ----------------------- | ----------- | ------------------------------ | ------------ | --------------- | ----------------------------------------------------------------------- | --- |
| 1949      | Eiderstedt              | 8           | Zollkreuzer                    | -            | -               | Oberfinanzdirektion Kiel                                                | |
| 1950      | Hooge                   | 1010        | Bereisungsschiff               | -            | -               | Marschenbauamt Husum                                                    | |
| 1950      | Adler I                 | 1018        | Bereisungsschiff               | 71 BRT       | -               | Maasholmer Fischereigenossenschaft, Maasholm                            | |
| 1950      | -                       | 1019        | Wasserschute                   | -            | -               | Marschenbauamt Husum                                                    | |
| 1950      | Kilavuz (I)             | 1020        | Lotsenversetzboot              | 14 BRT       | -               | Türkische Staatsbahn                                                    | |
| 195x      | Kilavuz (II)            | 1021        | Lostenversetzboot              | 14 BRT       | -               | Türkische Staatsbahn                                                    | |
| 195x      | Kilavuz (III)           | 1022        | Lostenversetzboot              | 14 BRT       | -               | Türkische Staatsbahn                                                    | |
| 195x      | Kilavuz (IV)            | 1023        | Lostenversetzboot              | 14 BRT       | -               | Türkische Staatsbahn                                                    | |
| 1951      | Esso Söldarfjord        | 1029        | Tanker                         | 95 BRT       | -               | Esso Danmark                                                            | |
| 1951      | Tertius                 | 1030        | Bereisungsschiff               | -            | -               | Marschbauamt Heide                                                      | |
| 1952      | Helgoland               | 1032        | Polizeiboot                    | -            | -               | Wasserschutzpolizei Kiel                                                | |
| 1952      | -                       | 1034        | Steinschute                    | -            | -               | Marschenbauamt Husum                                                    | |
| 1952      | Johanna Knudsen         | 1035        | Küstenmotorschiff              | 499 BRT      | 760 tdw         | Knud Knudsen, Rendsburg                                                 | 1953 Pelikan → 1957 Monika Parchmann → 1963 Waal → 1982 Enterprise → 1985 Marina III → 1991 Kaptan Erol, nach 2009 verschrottet |
| 1953      | Balje                   | 1037        | Schlepper                      | -            | -               | Wasserstraßen- u. Maschinenbauamt Brake                                 | |
| 1953      | Alfred Porr             | 1038        | Küstenmotorschiff              | 499 BRT      | 760 tdw         | F. Hagen, Hamburg                                                       | 1960 Vera Parchmann → 1962 Markab → 1975 Ute-V. → 1979 Apootos, 2001 im Register gelöscht |
| 1953      | Dithmarschen            | 1045        | Zollkreuzer                    | 69 BRT       | -               | Oberfinanzdirektion Kiel                                                | |
| 1953      | Diamant                 | 1046        | Küstenmotorschiff              | 568 BRT      | 695 tdw         | Cockerill-Ougreé, Ostende                                               | 1970 Gaetan → 1971 Sicadria → 1973 David → 1974 Mapi → 1975 Joy → 1977 White → 1979 Argo I → 1986 Florida → 1987 Reda Allah → 1987 Maher → 1990 Khaled → 1992 Al Akramin, 2001/02 im Register gelöscht                                                                                 |
| 1954      | Oland                   | 1048        | Schlepp- u. Bereisungsschiff   | -            | -               | Marschbauamt Husum                                                      | |
| 1953      | Lynaes                  | 1049        | Küstenmotorschiff              | 499 BRT      | 743 tdw         | C. Andersen, Kopenhagen                                                 | |
| 1954      | Aqualiner               | 1053        | Autoboot                       | -            | -               | Horst, Seattle                                                          | |
| 1954      | Saphir                  | 1060        | Küstenmotorschiff              | 573 BRT      | 666 tdw         | Cockerill-Ougreé, Ostende                                               | |
| 1954      | Topaze                  | 1061        | Küstenmotorschiff              | 572 BRT      | 664 tdw         | Cockerill-Ougreé, Ostende                                               | |
| 1954      | -                       | 1062        | Walfangboot                    | -            | -               | xxx, Kolumbien                                                          | |
| 1954      | -                       | 1063        | Walfangboot                    | -            | -               | xxx, Kolumbien                                                          | |
| 1954      | -                       | 1064        | Walfangboot                    | -            | -               | xxx, Kolumbien                                                          | |
| 1954      | -                       | 1065        | Walfangboot                    | -            | -               | xxx, Kolumbien                                                          | |
| 1954      | Hansa                   | 1066        | Küstenmotorschiff              | 299 BRT      | 460 tdw         | H. Horstmann, Hamburg                                                   | |
| 1955      | Uthlande                | 1068        | Passagierschiff                | 334 BRT      | 193 tdw         | Wyker Dampfschiffs-Reederei, Wyk                                        | |
| 1955      | Hinrich Koppelmann      | 1076        | Küstenmotorschiff              | 299 BRT      | 480 tdw         | G. Koppelmann, Wedel                                                    | |
| 1955      | Käthe Brunckhorst       | 1078        | Küstenmotorschiff              | 299 BRT      | 500 tdw         | J. Brunckhorst, Wedel                                                   | |
| 1955      | Klaus Turowsky          | 1090        | Küstenmotorschiff              | 398 BRT      | 570 tdw         | K. H. Danz, Burg/Dithm.                                                 | |
| 1956      | Dithmarschen            | 1093        | Küstenmotorschiff              | 378 BRT      | 586 tdw         | J. Meyburg, Hamburg                                                     | |
| 1956      | Lesum                   | 1094        | Küstenmotorschiff              | 394 BRT      | 582 tdw         | A. Kirchhof, Bremen                                                     | |
| 1956      | Corona                  | 1096        | Küstenmotorschiff              | 299 BRT      | 662 tdw         | Ahlmann-Transport, Rendsburg                                            | 1973 Bjorgstein → 1974 Rytind → 1977 Iljana, am 20. Oktober 1989 vor Sandsvisberget in Brand geraten und explodiert, ab Juni 1990 in Spanien verschrottet |
| 1956      | Pommern                 | 1097        | Küstenmotorschiff              | 421 BRT      | 700 tdw         | A. Höft KG, Flensburg                                                   | |
| 1957      | Hammaburg               | 1098        | Küstenmotorschiff              | 423 BRT      | 714 tdw         | H. Horstmann, Hamburg                                                   | |
| 1957      | Düvelsbek               | 1099        | Küstenmotorschiff              | 395 BRT      | 600 tdw         | Partenreederei Düvelsbek, Kiel                                          | |
| 1957      | Frauke Danz             | 1131        | Küstenmotorschiff              | 499 BRT      | 794 tdw         | K. H. Danz, Burg/Dithm.                                                 | 1964 → Jürgen Drews, 1975 → Annika-M, 1979 → Anngard, 1987 → Nora, 1988 → Gharib III, 2009 → Dora, 2010 → Ghareeb III, 2010/11 → Azzam H, 2012/13 an einem Wellenbrecher in Alexandria gestrandet                                                                                      |
| 1958      | Schleswig-Holstein      | 1115        | Seebäderschiff                 | 350 BRT      | –               | W.D.R. Föhr-Amrum                                                       | 1968 → Uthlande, 1970 → Moby Dick, 1976 → Moby Dick I, 1987/1992 → Puerto Rico, 1990 → Puerto de Mogan, 1993 → Marittima |
| 1959      | Rüm Hart                | 1136        | Seebäderschiff                 | 373 BRT      | 122 tdw         | W.D.R. Föhr-Amrum                                                       | 1982 → Baltica |
| 1959      | Glücksburg              | 1151        | Seebäderschiff „Butterschiff“  | 145 BRZ      | –               | Förde Reederei, Flensburg                                               | 2009 noch vorhanden als Eirene in Mindelo |
| 1959–1960 | Holnis                  | 1169        | Seebäderschiff „Butterschiff“  | 145 BRZ      | –               | Förde Reederei, Flensburg                                               | Schwesterschiff der Glücksburg |
| 1960      | Ærøsund                 | 1118        | Fährschiff                     | –            | 165 tdw         | –                                                                       | |
| 1960      | Mürwik                  | 1162        | Seebäderschiff                 | 148 BRZ      | –               | Förde Reederei, Flensburg                                               | 1990 → Jens Albrecht |
| 1960      | Wangerooge              |             | Seebäderschiff                 |              | –               | Deutsche Bundesbahn, Bundesbahndirektion Münster                        | 1985 → Langballigau; 1986 → Wangerland; 1989 → Classica; 1999 → Jade Perle |
| 1961      | Reinhard Danz           | 1201        | Küstenmotorschiff              | 499 BRT      | 790 tdw         | K. H. Danz, Burg/Dithm.                                                 | |
| 1962      | Pidder Lyng             | 1208        | Fährschiff                     | 296 BRT      | –               | W.D.R. Föhr-Amrum                                                       | 1971 → Zamošće, 2010 → Sveti Liberan, 2013 → Jovan, 2014 → Briv 1, 2020 → Omorika, 2022 Abbruch in Montenegro |
| 1963      | Meierwik                | 1216        | Seebäderschiff                 | 139 BRT      | –               | Förde Reederei, Flensburg                                               | 1986 → Akassa |
| 1964      | Schleswig-Holstein      | 1217        | Küstenmotorschiff              | 499 BRT      | 950 tdw         | A. Höft KG, Flensburg                                                   | |
| 1964      | Klaar Kiming            | 1220        | Seebäderschiff                 | 433 BRT      | –               | W.D.R. Föhr-Amrum                                                       | 1999 → Blue Sky II, 2000 Abbruch in Aliağa |
| 1964      | Münster                 | 1226        | Fahrgastschiff                 | 70 BRT       | –               | Deutsche Bundesbahn                                                     | 1984 → Hendrikje 2, 1988 → Vitaskär, 2000 → Slussbruden |
| 1964      | Nordfriesland           | 1227        | Seebäderschiff                 | 48 BRT       | 21 tdw          | Neue Pellwormer Dampfschiffahrtsgesellschaft, Pellworm                  | 1988 → Seeadler I, 2004 → Fembria, 2005 → Seeadler |
| 1965      | Frauke Danz             | 1222        | Küstenmotorschiff              | 499 BRT      | 750 tdw         | K. H. Danz, Burg/Dithm.                                                 | |
| 1965      | Dithmarschen            | 1223        | Küstenmotorschiff              | 499 BRT      | 1170 tdw        | J. Meyburg, Hamburg                                                     | |
| 1965      | Heike Schlüter          | 1225        | Küstenmotorschiff              | 499 BRT      | 1200 tdw        | K. Schlüter, Rendsburg                                                  | am 29. Februar 1968 vor Göteborg mit der Svanholm kollidiert und auf Grund gesetzt, am 11. März gehoben, repariert und wieder in Fahrt, 1973 Heide-Catrin, 1975 Lewrose, am 5. November 1983 auf einer Reise von Kingston nach Puerto Cortes nach Wassereinbruch vor Honduras gesunken |
| 1966      | Orion III               | 1235        | Küstenmotorschiff              | 499 BRT      | 900 tdw         | J. Bruhn & Sohn, Burg/Dithm.                                            | |
| 1966      | Langballigau            | 1240        | Seebäderschiff                 | 147 BRZ      | 42 tdw          | Förde Reederei, Flensburg                                               | 1976 → Gelting, 1977 → Ol Büsum |
| 1966      | Pellworm                | 1241        | Auto- und Personenfähre        | 311 BRT      | –               | N.P.D.G., Pellworm                                                      | 1979 → Juliane, 1995 → Otilia II, 2004 → Trubaduren |
| 1966      | Nordfriesland           | 1242        | Auto- und Personenfähre        | 492 BRT      | –               | W.D.R. Föhr-Amrum                                                       | 1978 → Limbara, 1992 → Domince, 2010 Abbruch in Rijeka |
| 1966      | Jürgensby               | 1245        | Seebäderschiff                 | 214 BRT      | –               | Flensburger Personenschiffahrt GmbH, Flensburg                          | 1998 → Seebad Borby, 2010 → Jürgensby |
| 1967      | Spiekeroog III          | 1244        | Seebäderschiff                 | 153 BRZ      | 54 tdw          | Nordseebad Spiekeroog GmbH                                              | |
| 1967      | Kollund                 | 1250        | Passagierschiff „Butterschiff“ | 171 BRT      | –               | Förde Reederei, Flensburg                                               | 1989 → Freya II, 1989 → Yacht Oceanwolf |
| 1967      | Dybbøl                  | 1260        | Seebäderschiff                 | 171 BRT      | 38 tdw          | Rederiet Union I/S, Sønderborg                                          | 1971 → Holtenau, 1977 → Wappen von Cuxhaven, 1985 → Dybbøl, 1996 → Adler XI |
| 1967      | Stadt Flensburg         | 1261        | Seebäderschiff                 | 249 BRT      | –               | Flensburger Personenschiffahrt GmbH, Flensburg                          | 1987 → Idefjord, 1990 → Havsvinden, 1994 → Binz |
| 1967      | Ertholm                 | 1252        | Seebäderschiff                 | 220 BRT      | –               | Østlandet A/S                                                           | in Fahrt |
| 1968      | Viking                  | 1254        | Passagierschiff „Butterschiff“ | 375 BRT      | –               | Förde-Reederei, Flensburg                                               | 1992 → Viking I, 1999 → Christiane II, 2001 → Renata I, 2007 → Viking |
| 1968      | Mommark                 | 1262        | Passagierschiff „Butterschiff“ | 493 BRT      | –               | Rederiet Union I/S, Sønderborg                                          | 2004 → Seamaster, 2004 Innenumbau in Curacao begonnen, 2006 aufgelegt, 2013 in Willemstad verschrottet |
| 1968      | Insel Föhr              | 1263        | Auto- und Personenfähre        | 777 BRT      | 155 tdw         | W.D.R. Föhr-Amrum                                                       | 1988 → Thor Viking, 1999 → Adler Germania, Abbruch ab 3. Dezember 2011 in Esbjerg |
| 1968      | Amrum                   | 1253        | Auto- und Personenfähre        | 212 BRT      | 63 tdw          | Amrumer Schiffahrts-AG, Steenodde                                       | 1991 → Vitte |
| 1969      | Iris                    | 1239        | Küstenmotorschiff              | 1303 BRZ     | 2220 tdw        | K. H. Danz, Burg/Dithm.                                                 | 2011 in Fahrt als Vina |
| 1969      | Malmö                   | 1270        | Seebäderschiff                 | 991 BRT      | 173 tdw         | Rederi Aktiebolaget Centrum Linjen, Malmö                               | 1975 → Seemöwe II, 1999 → Amadeus, 2003 → Saga Lejon |
| 1969      | Ostsee                  | 1283        | Seebäderschiff                 | 374 BRT      | –               | Förde Reederei, Flensburg                                               | 1986 → Carelia |
| 1969      | Störtebeker             | 1284        | Seebäderschiff                 | 114 BRZ      | –               | W.D.R. Föhr-Amrum                                                       | so in Fahrt |
| 1969      | Bele                    | 1285        | Küstenmotorschiff              | 499 BRT      | 1375 tdw        | H. Freudenberg, Mooregge                                                | |
| 1970      | Ronan                   | 1258        | Küstenmotorschiff              | 499 BRT      | 1370 tdw        | W. Ehlert, Brunsbüttel                                                  | 1973 Tor Humber, 1973 Argus, 1989 Bremer Uranus, 1991 Korni, am 29. September 2014 zum Abbruch in Grenaa eingetroffen |
| 1970      | Sea Maid                | 1287        | Küstenmotorschiff              | 499 BRT      | 1380 tdw        | M. Leistikow, Rendsburg                                                 | |
| 1970      | Markus                  | 1288        | Küstenmotorschiff              | 499 BRT      | 1380 tdw        | C. Speck, Rendsburg                                                     | |
| 1970      | Adler II                | 1290        | Seebäderschiff                 | 93 BRT       | –               | Adler-Schiffe                                                           | |
| 1970      | Anna von Bargen         | 1291        | Küstenmotorschiff              | 999 BRT      | 2275 tdw        | H. von Bargen, Wischhafen                                               | |
| 1970      | Arktis                  | 1292        | Küstenmotorschiff              | 499 BRT      | 1433 tdw        | W. Lührs, Wischhafen                                                    | |
| 1970      | Insel Amrum             | 1294        | Auto- und Personenfähre        | 538 BRZ      | –               | W.D.R. Föhr-Amrum                                                       | |
| 1971      | Heinrich Knüppel        | 1293        | Küstenmotorschiff              | 1406 BRZ     | 2226 tdw        | H. H. Knüppel, Hamburg                                                  | 2011 in Fahrt als Mercator |
| 1971      | Anna Knüppel            | 1295        | Küstenmotorschiff              | 999 BRT      | 2500 tdw        | H. H. Knüppel, Hamburg                                                  | |
| 1971      | Sea Girl                | 1400        | Küstenmotorschiff              | 499 BRT      | 1380 tdw        | K. H. Danz, Burg/Dithm.                                                 | |
| 1971      | Westerland              | 1297        | Auto- und Personenfähre        | 825 BRT      | 356 tdw         | Lindinger Holding A/S, Kopenhagen                                       | |
| 1972      | Düneck                  | 1408        | Küstenmotorschiff              | 999 BRT      | 2400 tdw        | H. Freudenberg, Mooregge                                                | |
| 1972      | Schleswig-Holstein (II) | 1418        | Auto- und Personenfähre        | 822 BRT      | –               | W.D.R. Föhr-Amrum                                                       | 1987 → Ramanujam |
| 1972      | Ærøpilen                | 1417        | Auto- und Personenfähre        | 958 BRZ      | 407 tdw         | A/S Øernes Dampskibsselskab, Ærøskøbing                                 | 1975 Spodsbjerg, 1976 verlängert und umgebaut, Abbruch ab April 2012 in Frederikshavn |
| 1973      | Hans Kröger             | 1402        | Küstenmotorschiff              | 499 BRT      | 1430 tdw        | K. H. Danz, Burg/Dithm.                                                 | in Fahrt als Baltic Consort, 1978 Hans Kröger, 1989 Brynmore, 1990 Bremer Wappen, 1992 Kilia, 1993 Oued Ziz, 1994 Kalila, 1999 Bam Sea, 2008 Murvet Imamoglu, 2013 in Aliağa verschrottet                                                                                              |
| 1974      | Vikingland              | 1401        | Auto- und Personenfähre        | 996 BRT      | 520 tdw         | Lindinger Shipping, Kopenhagen                                          | 2008 → Ersai 3 |
| 1974      | Husum                   | 1419        | Küstenmotorschiff              | 499 BRT      | 1434 tdw        | W. Lührs, Wischhafen                                                    | |
| 1975      | Adler III               | 1430        | Seebäderschiff                 | 132 BRT      | –               | Adler-Schiffe                                                           | 2004 → Nordertor, 2007 → Adler III, 2008 → Kommandant, 2010 → Geestemünde |
| 1975      | Bökelnburg              | 1431        | Küstenmotorschiff              | 999 BRT      | 2680 tdw        | K. H. Danz, Burg/Dithm.                                                 | |
| 1975      | Geco Sapphire           | 1433        | Versorger                      | 1191 BRZ     | 1630 tdw        | –                                                                       | 2011 in Fahrt als Eas |
| 1975      | Agnes Dania             | –           | Frachtmotorschiff              | –            | 4148 tdw        | dänische Reederei                                                       | 1985 Polly Premier, 1992 Ub Premier, aufgelegt in Vitoria, 1996 Victory 8 B, am 3. Juli 2003 in Position 20,41°S; 040,23°W als künstliches Riff versenkt |
| 1976      | Voline                  | 1441        | Küstenmotorschiff              | 999 BRT      | 2720 tdw        | H. Freudenberg, Mooregge                                                | |
| 1976      | Hejo                    | 1442        | Küstenmotorschiff              | 999 BRT      | 2720 tdw        | A. von Holt, Drochtersen                                                | 1983 Lady Ulrike, 1988 Lagard, 1996 Antonina II, 2002 Swift Carrier, 2003 Nadalina S., 2004 Nadalina, 2004 Nadalina S, 2004 Suad T, 2010 Sherin, ab 26. September 2011 verschrottet |
| 1976      | Kaethe-Johanna          | 1443        | Küstenmotorschiff              | 1599 BRT     | 3880 tdw        | H. Bartels Jr., Hamburg                                                 | |
| 1977      | Palucca                 | 1420        | Seebäderschiff                 | 214 BRZ      | –               | D. Dethlefs, List/Sylt                                                  | 1988 → Poseidon, 1989 → Stella Polaris, 1993 → Adler X, 2011 → Störtebeker, 2019 → Feodora I, 2022 → Jantje von Dangast |
| 1977      | Jørgen Vesta            | 1445        | Küstenmotorschiff              | 499 BRT      | 1350 tdw        | Rederiet Vesta, Svendborg                                               | 2002 Carib Palm, ab 14. August 2018 in Brest verschrottet. |
| 1977      | Theodor Storm           | 1447        | Küstenmotorschiff              | 999 BRT      | 2565 tdw        | K. Schlüter, Rendsburg                                                  | |
| 1977      | Adler IV                | 1449        | Seebäderschiff                 | 187 BRZ      | –               | Adler-Schiffe                                                           | |
| 1977      | Baldur                  | 1450        | Küstenmotorschiff              | 1599 BRT     | 3890 tdw        | K. H. Danz, Burg/Dithm.                                                 | |
| 1977      | Karin                   | 1453        | Schlepper                      | 70 BRZ       | 16 tdw          | –                                                                       | |
| 1978      | Nordfriesland           | 1421        | Auto- und Personenfähre        | 999 BRT      | –               | W.D.R. Föhr-Amrum                                                       | 1995 → Raja 1 |
| 1978      | Hever                   | 1439        | Küstenmotorschiff              | 3370 BRZ     | 4935 tdw        | Husumer Schiffahrtskontor, Hamburg                                      | 2011 in Fahrt als Aegean Daisy |
| 1978      | Eider                   | 1440        | Küstenmotorschiff              | 3370 BRZ     | 4935 tdw        | Lindinger Rederiet A/S, Kopenhagen                                      | 2011 in Fahrt als Aegean Rose |
| 1978      | Polaris                 | 1451        | Küstenmotorschiff              | 1599 BRT     | 4639 tdw        | W. Lührs, Wischhafen                                                    | |
| 1978      | Matthias Claudius       | 1457        | Küstenmotorschiff              | 1599 BRT     | 4500 tdw        | K. Schlüter, Rendsburg                                                  | |
| 1979      | Adler V                 | 1444        | Seebäderschiff                 | 295 BRZ      | 65 tdw          | Adler-Schiffe                                                           | |
| 1979      | Pellworm I              | 1452        | Auto- und Personenfähre        | 299 BRZ      | 98 tdw          | Neue Pellwormer Dampfschiffahrtsgesellschaft                            | 1996 → Adler Pomerania, 2010 → Spiekeroog IV |
| 1979      | Johanna                 | 1454        | Küstenmotorschiff              | 999 BRT      | 2619 tdw        | H. E. Lüdtke, Fockbek                                                   | |
| 1979      | Adler VI                | 1456        | Seebäderschiff                 | 265 BRZ      | –               | Adler-Schiffe                                                           | |
| 1979      | Heinrich Heine          | 1459        | Küstenmotorschiff              | 1599 BRT     | 4500 tdw        | K. Schlüter, Rendsburg                                                  | |
| 1980      | Uthlande                | 1460        | Auto- und Personenfähre        | 1734 BRZ     | 305 tdw         | W.D.R. Föhr-Amrum                                                       | |
| 1980      | Adler VII               | 1470        | Passagierschiff                | 267 BRZ      | 64 tdw          | Adler-Schiffe                                                           | |
| 1980      | Dania                   | 1471        | Seebäderschiff                 | 829 BRT      | 187 tdw         | Förde Reederei Seetouristik                                             | 2014 → Koi |
| 1980      | Danica                  | 1472        | Seebäderschiff                 | 493 BRZ      | 115 tdw         | Förde Reederei Seetouristik                                             | 1983 → Lady von Büsum |
| 1981      | Theodor Fontane         | 1466        | Küstenmotorschiff              | 1599 BRT     | 4100 tdw        | Karl Schlüter, Rendsburg                                                | |
| 1981      | Tora                    | 1467        | Küstenmotorschiff              | 1196 BRZ     | 1100 tdw        | Hinz & Fischer KG, Husum                                                | 2011 in Fahrt als Ingeborg Pilot |
| 1981      | Irmgard                 | 1477        | Küstenmotorschiff              | 299 BRT      | 1100 tdw        | Heinrich Thordsen KG, Husum                                             | |
| 1982      | Titan Scan              | 1464        | Schwergutschiff                | 7591 BRZ     | 9864 tdw        | Modul Carriers AG, Bad Schwartau                                        | 2002 Scan Trader, 2003 Global Traveller, 2004, Taipan Scan, 2005 Global Carrier, am 28. April 2013 zum Abbruch in Aliaga eingetroffen |
| 1982      | Sanssouci Star          | 1473        | Motoryacht                     | 453 BRZ      | 132 tdw         | –                                                                       | |
| 1983      | Condock III             | 1482        | Dockschiff                     | 6705 BRZ     | 4555 tdw        | Bauer KG, Hamburg                                                       | 2011 in Fahrt als Ocean Force |
| 1983      | Elisabeth               | 1487        | Küstenmotorschiff              | 1139 BRZ     | 1102 tdw        | Heinrich Thordsen KG, Husum                                             | 2011 in Fahrt als CEG Cosmos |
| 1983      | Callisto                | 1489        | Schwergut-/Dockschiff          | 1599 BRT     | 4700 tdw        | G. Rhoden, Elsfleth                                                     | 1988 Jumbo Callisto, 1989 Callisto, 1990 Tiger Creek, 1990 Jumbo Callisto, 1994 Callisto, 1994 Ostara, 2004 Industrial Achiever, 2011 Saloos, am 17. Mai 2014 vor Cabinda gekentert |
| 1984      | Barra Supplier          | 1483        | Versorger                      | 1987 BRZ     | 2230 tdw        | Barra Shipping Co. Ltd., Aberdeen                                       | 2011 in Fahrt als Ocean Supplier |
| 1984      | Ute                     | 1488        | Küstenmotorschiff              | 1204 BRZ     | 1082 tdw        | Reinhold Fischer KG, Stade                                              | |
| 1984      | Adler I                 | 1492        | Personenfähre                  | 17 BRZ       | –               | Hallig- und Inselreederei K. Paulsen, Nordstrand                        | |
| 1985      | Pellworm                | 1494        | Auto- und Personenfähre        | 497 BRZ      | 79 tdw          | Neue Pellwormer Dampfschiffahrtsgesellschaft                            | 2011 in Fahrt als Hilligenlei |
| 1984      | Silvia                  | 1495        | Küstenmotorschiff              | 1587 BRZ     | 1901 tdw        | Renken Schiffahrts KG, Rendsburg                                        | 1998 Scot Pioneer, 2007 Frida, ab Juni 2013 verschrottet |
| 1985      | Wangerooge              | 1496        | Personenfähre                  | 621 BRZ      | 99 tdw          | Reederei Warrings                                                       | |
| 1985      | Ilka                    | 1498        | Küstenmotorschiff              | 1366 BRZ     | 1300 tdw        | Heinrich Thordsen KG, Husum                                             | |
| 1985      | Inga                    | 1499        | Küstenmotorschiff              | 1587 BRZ     | 1900 tdw        | Jan Peter Lüdtke KG, Rendsburg                                          | 2002 Carrier, 3. April 2012 bei Llanddulas gestrandet und in Situ abgebrochen |
| 1985      | Edith                   | 1500        | Küstenmotorschiff              | 1587 BRZ     | 2380 tdw        | Andreas Petersen KG, Flensburg                                          | 2008–2013 PerseasSeit 2013 in Fahrt als Simon B |
| 1986      | Wotan                   | 1501        | Küstenmotorschiff              | 1585 BRZ     | 1900 tdw        | Walter Meyer KG, Wischhafen                                             | 2011 in Fahrt als Mana |
| 1987      | Leona                   | 1493        | Küstenmotorschiff              | 1593 BRZ     | 1900 tdw        | Hans-Michael Lüdtke KG, Rendsburg                                       | 2011 in Fahrt als Lene D |
| 1988      | Schleswig-Holstein      | 1507        | Auto- und Personenfähre        | 1743 BRZ     | 349 tdw         | W.D.R. Föhr-Amrum                                                       | 2011 → Spathoek |
| 1989      | Maike                   | 1512        | Küstenmotorschiff              | 1599 BRZ     | 2339 tdw        | Heinrich Thordsen KG, Husum                                             | |
| 1990      | Mauritius Pride         | 1505        | Kombischiff                    | –            | –               | Mauritius                                                               | IMO 8906767; 2013 → Sobat, 2017 Abbruch in Gadani |
| 1990      | Lütje Hörn              | 1513        | Schlepper                      | 277 BRZ      | –               | Deutsche Marine                                                         | |
| 1990      | Scharhörn               | 1514        | Schlepper                      | 277 BRZ      | –               | Deutsche Marine                                                         | |
| 1990      | Knechtsand              | 1515        | Schlepper                      | 277 BRZ      | –               | Deutsche Marine                                                         | |
| 1991      | Hilligenlei             | 1516        | Auto- und Personenfähre        | 1070 BRZ     | 133 tdw         | W.D.R. Föhr-Amrum                                                       | 2006 → Groningerland, 2022 → Rungholt |
| 1991      | Wodan                   | 1518        | Containerschiff                | 7398 BRZ     | 10884 tdw       | –                                                                       | 2011 in Fahrt als Gascogne |
| 1992      | Rungholt                | 1520        | Auto- und Personenfähre        | 2268 BRZ     | 310 tdw         | W.D.R. Föhr-Amrum                                                       | |
| 1995      | Nordfriesland           | 1521        | Auto- und Personenfähre        | 2287 BRZ     | 370 tdw         | W.D.R. Föhr-Amrum                                                       | |
| 1996      | Tian Guang              | 1523        | Containerschiff                | 7405 BRZ     | 9696 tdw        | Tianjin Marine Shipping Company, Tianjin Top Genius Maritime, Kingstown | 1996 Sky Light → 2011 Hijau Muda, 2016 zum Abbruch verkauft |
| 1997      | Pellworm I              | 1524        | Auto- und Personenfähre        | 697 BRZ      | 310 tdw         | Neue Pellwormer Dampfschiffahrtsgesellschaft                            | |
| 1999      | Viking Provider         | 1525        | Versorger                      | 2102 BRZ     | 1830 tdw        | Viking Supply Ships Rederi                                              | 2009 → Vos Provider |